# Bryum obtusidens
Bryum obtusidens är en bladmossart som beskrevs av H. Arnell 1913. Bryum obtusidens ingår i släktet bryummossor, och familjen Bryaceae. Inga underarter finns listade i Catalogue of Life.